# Edmond Gharios
 (décembre 2020).
Edmond Mikhaël Gharios (Arabe: إدمون مخائيل غاريوس, né le 18 février 1958 à Chiyah, au Liban) fut le chef de la municipalité de Chiyah de mai 1998 à décembre 2008.

## Biographie
Il est le fils de feu Mikhaël Selim Gharios et de Salwa Lamaa Lamaa. Il a cinq frères (Assaad, Antoine, Nazih, Elie et Roger) et une sœur (Roula). Il est également le gendre du ministre et député Michel Murr et le beau-frère du ministre Elias Murr.
La famille Gharios est l'une des familles les plus notables socialement et économiquement au Liban trouvant leurs origines aux cheiks Chemor de Kfarhata. Leur religion est chrétienne maronite et ils sont des descendants directs des Ghassanides chrétiens. Leur chef-lieu est Chiyah, une ville principalement chrétienne située dans la banlieue sud de Beyrouth entourée par Haret Hreik, Ghobeiry, Hadeth et Furn el Chebbak.
Edmond Gharios a suivi ses études primaires et secondaires au Collège Notre-Dame de Jamhour où il a reçu son baccalauréat en 1976. Il a rejoint l’université Saint-Joseph de Beyrouth où il a obtenu une licence en gestion en 1979. Il a alors voyagé à Paris et a reçu un MBA de l'université Paris-Dauphine en 1980.
En 1981 il convolé en justes noces avec Lena Murr, et Elie et Nabil sont nés en 1984 et 1988 respectivement. Il a rejoint LibanJus sal, l'usine fondée par son père feu Mikhaël Salim Gharios et spécialisée dans la production de jus de fruit et de glace où il a travaillé, avec ses frères, au développement de cet établissement pour devenir l'une des usines les plus importantes au Liban et pour concurrencer des entreprises locales et étrangères sur les marchés mondiaux de Libanais.
En 1998, il s'est présenté pour la première fois aux élections municipales à Chiyah avec l'appui de toutes les familles et a gagné le poste de chef de la municipalité avec une majorité absolue. En 2004, il a encore été élu grâce au dur labeur qu'il a toujours fait pour reconstruire et refourbir cette région qui a été détruite pendant la guerre, et pour la transformer en une région florissante aux niveaux économiques et sociales.
En décembre 2008, il a démissionné de son poste de chef de la municipalité de Chiyah pour préparer sa campagne électorale et se présenter à entrer au Parlement libanais, à l'un des trois sièges maronite du district de Baabda le 7 juin 2009.